# Hu Ronghua
Dans ce nom chinois, le nom de famille, Hu, précède le nom personnel.
Hu Ronghua (chinois : 胡荣华 ; pinyin : hú rónghuá), né le 14 novembre 1945 à Shanghai, est l'un des meilleurs joueurs de xiangqi du monde.
En remportant en 1960 le championnat de Chine de xiangqi alors qu'il n'avait que 15 ans, Hu devient le plus jeune détenteur du titre ; il le conserve sans discontinuer jusqu'en 1979. Il détient aussi le record du plus vieux détenteur du titre avec sa victoire en 2000 à l'âge de 55 ans, et le record du nombre de victoires avec 14 titres. Il participe au championnat d'Europe en 1987 ; il le remporte et dispute également une partie simultanée face à 20 joueurs et réalise un sans-faute.
Il milite pour la popularisation du xiangqi, et participe pour cela en 2011 à une émission chinoise de télé-réalité dont le but est de lui trouver un élève.
Il a également contribué à la théorie du xiangqi, notamment dans le domaine des ouvertures.
On lui doit aussi une nouvelle règle qui permet d'éviter les parties nulles : Les deux adversaires jouent aux enchères le droit de commencer, celui qui propose de jouer avec le moins de temps obtient les noirs, et en cas de partie nulle la victoire lui est attribuée. Cette règle a été boycottée par les joueurs professionnels de xiangqi et n'est donc plus utilisée à haut niveau.
Au-delà du xiangqi, Hu a un temps pratiqué le jeu de go et joue également au Dagualuzi (en) (大怪路子), qui est un jeu de la municipalité de Shanghai.